# Charlottenburg (Románia)

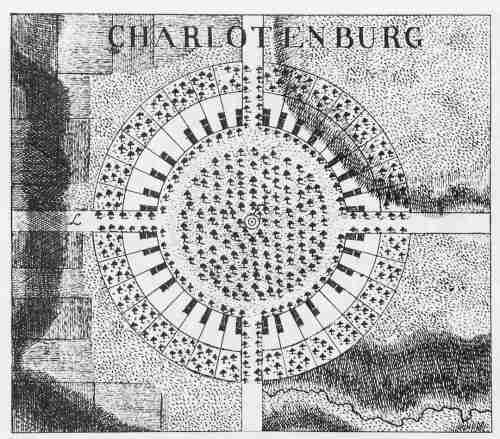
A falu 1780-ban, Francesco Griselini által készített tervrajza

Saroltavár (1910 előtt Charlottenburg, románul: Charlotenburg, korábban Charlottenburg, más néven Șarlota vagy Barița, németül: Charlottenburg) falu Romániában, a Bánátban, Temes megyében.

## Fekvése
Temesvártól 38 km-re északkeletre, a Berekszó jobb partján fekszik. Az egyetlen szabályos kör alaprajzú település a Bánátban. Belső átmérője 210 méter. A kör középpontjába építették a templomot, ide fúrták a falu kútját és ide építették később az iskolát is. A falu közepét eredetileg két gyűrűben vették körbe eperfákkal, a két gyűrű között szabad térséget hagytak. Ezeken kívül egy körvonal mentén építették a lakóházak homlokzatát. Mögöttük helyezkedtek el a gazdasági udvarok, a kertek és a szőlőskertek, úgyhogy ezek külső pereme szintén szabályos kört alkotott. A lakóházakat egyforma magasra építették. Magda Pál Szépfalu mellett az akkori Magyarország legszebb falujának nevezte. A falu honlapja szerint a második világháborúban egy német pilóta csak azért szállt le mellette, mert a különleges formájú falu felkeltette az érdeklődését. A kör mellett a 20. század elején egy piciny „előváros” is kialakult.

## Nevének eredete
1780-ban Charlotenburg, 1799-ben Sarlottenburg alakban említették. Magda Pál 1819-ben a Charlottenburg mellett a Batiza elnevezést is megemlíti. 1888-ban másik neve Baricza. 1896-ban a falutól két kilométerre megépült vasútállomás a MÁV-tól a Sarlota nevet kapta. A helységnévrendezés során a Charlotte nevet a magyar Sarolta névvel azonosítva előbb a Saroltafalva nevet állapították meg számára, majd ehelyett a község és a vármegye a Saroltavár elnevezést kérte.

## Története
1771-ben alapították 67 tiroli olasz családdal (Mezzana, Fiera di Primiero, Meduno és Siror településekről) és német telepesekkel, akik közül 12 család Lotaringiából, 10 Baden-Württembergből, 8 Magyarországról, 7 a Rajna vidékéről, 6 Ausztriából és 3 Bajorországból származott. Római katolikus egyháza 1805-ig Bogda filiája, 1805–1808-ban káplánság, majd egészen 1990-ig filiaként Németremetéhez tartozott. 1782-ig kamarai birtok volt. 1838-ban Sina György vásárolta meg. 1891-ben Sina Anasztáziával kötött házassága révén gróf Siegfried von Wimpffen lett uradalmának birtokosa.
1902–1904-ben Wimpffen gróf, aki szenvedélyes vadász volt, 1260 hektáros vadasparkot létesített, amelyhez 18 kilométernyi kerítést kellett építtetnie. 1904–1905-ben Szerbiából és Csehországból 48 dámvadat, 1910–1911-ben Csehországból gímszarvasokat telepített be.
1919 után a vadaspark a román királyi család tulajdonába került, majd 1945 után állami vadászterület lett.
A falu búcsúját október végén, a Szent Vendel napját követő vasárnap tartották. Ekkor minden háznál kakast ettek tormával.

## Népessége
- 1900-ban 298 lakosából 251 volt német, 25 magyar és 22 román anyanyelvű; 265 római katolikus és 30 görögkatolikus vallású.
- 2002-ben 111 lakosából 93 volt román, 10 ukrán, 6 német és 1 magyar nemzetiségű; 96 ortodox, 6 római katolikus és 2 baptista vallású.

## Látnivalók
- Az egész falukép műemléki védelem alatt áll
- Räuberhöhle-barlang
- „Római sánc”

## Híres emberek
- Itt született 1902. január 5-én Hajdu Elemér gépészmérnök.